# 谢虔
谢虔（？—？），陈郡阳夏人，谢靖的儿子。
谢虔的兄弟谢肃没有儿子，因此谢虔将儿子谢灵祐过继给谢肃，承袭咸亭侯，继承谢鲲的血脉。